# Stadsprijs Geraardsbergen 1955
De 24e editie van de Belgische wielerwedstrijd Stadsprijs Geraardsbergen werd verreden op 31 augustus 1955. De start en finish vonden plaats in Geraardsbergen. De winnaar was Théo Brunswyck, gevolgd door Gilbert Caupain en Richard Van Genechten.

## Uitslag
| 'Stadsprijs Geraardsbergen 1955 |                       |              |      |
| Plaats                          | Naam                  | Ploeg        | Tijd |
| Winnaar                         | Théo Brunswyck        | Elvé-Peugeot |      |
| 2                               | Gilbert Caupain       | Plume Sport  |      |
| 3                               | Richard Van Genechten | Elvé-Peugeot |      |

1912 · 1913 · 1914–1926 · 1927 · 1928–1932 · 1933 · 1934 · 1935 · 1936 · 1937 · 1938 · 1939 · 1940 · 1941 · 1942 · 1943 · 1944 · 1945 · 1946 · 1947 · 1948 · 1949 · 1950 · 1951 · 1952 · 1953 · 1954 · 1955 · 1956 · 1957 · 1958 · 1959 · 1960 · 1961 · 1962 · 1963 · 1964 · 1965 · 1966 · 1967 · 1968 · 1969 · 1970 · 1971 · 1972 · 1973 · 1974 · 1975 · 1976 · 1977 · 1978 · 1979 · 1980 · 1981 · 1982 · 1983 · 1984 · 1985 · 1986 · 1987 · 1988 · 1989 · 1990 · 1991 · 1992 · 1993 · 1994 · 1995 · 1996 · 1997 · 1998 · 1999 · 2000 · 2001 · 2002 · 2003 · 2004 · 2005 · 2006 · 2007 · 2008 · 2009 · 2010 · 2011 · 2012 · 2013 · 2014 · 2015 · 2016 · 2017 · 2018 · 2019 · 2020 · 2021 · 2022